# Larry (2022)
Larry ist ein Filmdrama von Szilárd Bernáth, das im November 2022 beim Tallinn Black Nights Film Festival seine Premiere feierte und Anfang Dezember 2022 in die ungarischen Kinos kam. Die Coming-of-Age-Geschichte erzählt von einem jungen Mann in Borsod, der sein Stottern nur mit Rappen überwinden kann und bei YouTube unter dem Namen Larry zum Star avanciert. 

## Handlung
Der 21-jährige Ádám lebt in einem Dorf in Borsod und wohnt noch bei seinem Vater Zoltán, der nach dem Selbstmord der Mutter eine Beziehung mit einer anderen Frau begonnen hat. Zoltán war mal Polizist, ist ehemaliger Alkoholiker, sehr religiös und geht regelmäßig in die Kirche. Er versucht seinen Sohn ständig zu kontrollieren und zu manipulieren. Ádám verdient sein Geld als Schafhirte. Nur wenn der Stotterer rappt, gelingt es ihm, seinen Sprachfehler zu vergessen.

## Produktion

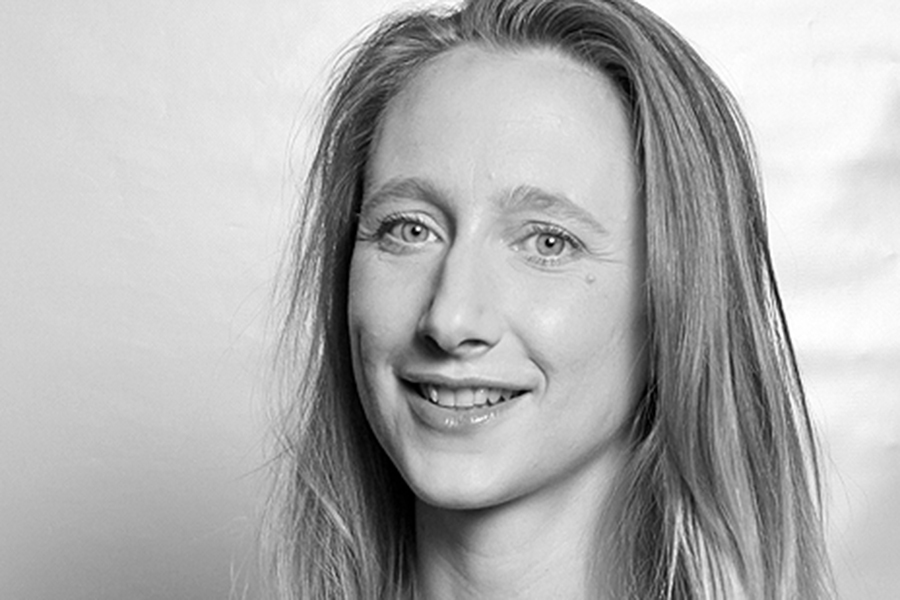
Szandtner Anna spielt Zoltáns neue Freundin

Regie führte Szilárd Bernáth, der auch das Drehbuch schrieb. Larry ist sein Spielfilmdebüt. In seinem Kurzfilm Szabadok von 2019 erzählte der Regisseur die Geschichte eines jungen Ungarn, der im Jahr 1956 versucht, den Sowjets bei der Niederschlagung der Revolution in Budapest zu helfen, aber ein altes Lieblingslied einfach nicht aus dem Kopf bekommt.
Der Nachwuchsschauspieler Vilmányi Benett ist als Ádám, der unter seinem Künstlernamen Larry the Rapper bekannt wird, in der Titelrolle zu sehen. Szabolcs Thuróczy spielt seinen Vater Zoltán und Szandtner Anna dessen neue Freundin. Onofer László spielt den Rapper Csala Do, der Ádáms Talent entdeckt.
Die Premiere erfolgte am 12. November 2022 beim Tallinn Black Nights Film Festival. Im November 2022 war der Film beim Filmfestival Cottbus im Jugendfilmwettbewerb zu sehen. Am 1. Dezember 2022 kam der Film in die ungarischen Kinos. Im Mai 2023 wurde er beim Riviera International Film Festival gezeigt. Im November 2023 wird der Film bei Camerimage vorgestellt.

## Rezeption

### Kritiken
Tóth Csaba von der Online-Frauenzeitschrift nlc.hu beschreibt Larry als einen einfachen und mit einfachen Mitteln erzählten Film, der sich vor allem durch seine authentische Umgebung und die starke Leistung seiner Darsteller von der Masse abhebt. Die drei Hauptdarsteller Benett Vilmányi, Szabolcs Thuróczy und Anna Szandtneralle seien exzellent. Der Film sei clever konstruiert, gedreht und geschnitten, um beim Publikum echte Spannung zu erzeugen, obwohl eigentlich nichts anderes passiert, als dass jemand zum ersten Mal aus seinem leidvollen Leben ausbricht. Natürlich hätte sich Ádáms Aufstieg zum Rapper als eine große Heldengeschichte erzählen lassen, doch die Macher des Films seien sich vollkommen bewusst, dass Ózd nicht Philadelphia ist. Mit anderen Worten erzähle Larry die Geschichte eines Ausbruchs aus einer Gegend, aus der es fast unmöglich ist, auszubrechen.

### Auszeichnungen
Camerimage 2023
- Nominierung für das Beste Regiedebüt (Szilárd Bernáth)[12]

CinÉast 2023
- Auszeichnung mit dem Young Talents Award (Szilárd Bernáth)[13]

Cleveland International Film Festival 2023
- Nominierung im George Gund III Memorial Central and Eastern European Film Competition[14]

Filmfestival Cottbus 2022
- Auszeichnung als Bester Jugendfilm (Szilárd Bernath)
- Auszeichnung als Bester Debütfilm (Szilárd Bernath)[15]

Tallinn Black Nights Film Festival 2022
- Nominierung im Youth Competition[1]